# Alida Dóra Gazsó
Alida Dóra Gazsó (Budapeste, 18 de abril de 2000) é uma canoísta húngara.

## Carreira
No Campeonato Mundial Juvenil de 2015, ela terminou em sexto lugar no K4 500 metros (Fruzsina Racskó, Virág Jenei, Dóra Sólyom). Em 2016, no campeonato mundial juvenil realizado em Minsk, conquistou a medalha de ouro nos 500 metros nas provas de caiaque dois (Racskó) e quatro (Racskó, Noémi Pupp, Luca Homonnai). Ele foi sétimo em K1 500 metros no Campeonato Europeu Juvenil de 2017. Em Pitești, ele conquistou novamente a medalha de ouro nos 500 metros individuais na Copa do Mundo Juvenil. Em 2018, em Plovdiv, ele conseguiu subir ao degrau mais alto do pódio em K1 200 e K4 500 metros. No Campeonato Mundial de 2019 em Szeged, ela conquistou o título do campeonato mundial no caiaque quatro feminino nos 500 metros. No Campeonato Europeu de 2021, e depois também na Copa do Mundo, foi medalhista de ouro em K1 1000 metros. Nos 500 metros K4 do Mundial, ele conseguiu sentar no barco no lugar da doente Dóra Bodonyi e conquistou a medalha de prata. Ele não fez parte da equipe olímpica. No Campeonato da Europa Sub-23, conquistou o primeiro lugar em K1 500 metros. No Campeonato Mundial Sub-23, K1 ficou em primeiro lugar nos 500 metros.
Nos Jogos Olímpicos de Verão de 2024, em Paris, conquistou a medalha de prata na competição do K-2 500 m feminino, ao lado de Tamara Csipes, com o tempo de 1:39.39, e a medalha de bronze na disputa do K-4 500 m feminino, com Csipes, Noémi Pupp e Sára Fojt, no tempo de 1:32.93.